# Rugby em cadeira de rodas nos Jogos Paralímpicos de Verão de 2024
As competições de rugby em cadeira de rodas nos Jogos Paralímpicos de Verão de 2024 foram disputadas entre 29 de agosto e 2 de setembro de 2024 no Grand Palais Éphémère, em Paris, França. Noventa e seis atletas competiram divididos em oito equipes.

## Qualificação
| País                                  | Método de qualificação           | Data                           | Sede       | Vagas |
| ------------------------------------- | -------------------------------- | ------------------------------ | ---------- | ----- |
| FRA França                            | Anfitrião                        | 13 de setembro de 2017         | Lima       | 1     |
| DEN Dinamarca GBR Grã-Bretanha        | Campeonato Europeu de 2023       | 3–7 de maio de 2023            | Cardiff    | 2     |
| JPN Japão                             | Campeonato Ásia-Oceania de 2023  | 29 de junho–2 de julho de 2023 | Tóquio     | 1     |
| USA Estados Unidos                    | Jogos Parapan-Americanos de 2023 | 17–26 de novembro de 2023      | Santiago   | 1     |
| GER Alemanha AUS Austrália CAN Canadá | Qualificação Olímpica            | 17–25 de março de 2024         | Wellington | 3     |

## Primeira fase
|  | Classificados às semifinais          |
|  | Classificados à rodada de consolação |

### Grupo A
| Pos. | Equipes          | P | J | V | E | D | GP  | GC  | SG |
| ---- | ---------------- | - | - | - | - | - | --- | --- | -- |
| 1    | GBR Grã-Bretanha | 6 | 3 | 3 | 0 | 0 | 163 | 157 | +6 |
| 2    | AUS Austrália    | 4 | 3 | 2 | 0 | 1 | 163 | 160 | +3 |
| 3    | FRA França       | 2 | 3 | 1 | 0 | 2 | 155 | 156 | –1 |
| 4    | DEN Dinamarca    | 0 | 3 | 0 | 0 | 3 | 153 | 161 | –8 |

### Grupo B
| Pos. | Equipes            | P | J | V | E | D | GP  | GC  | SG  |
| ---- | ------------------ | - | - | - | - | - | --- | --- | --- |
| 1    | JPN Japão          | 6 | 3 | 3 | 0 | 0 | 150 | 132 | +18 |
| 2    | USA Estados Unidos | 4 | 3 | 2 | 0 | 1 | 150 | 140 | +10 |
| 3    | CAN Canadá         | 2 | 3 | 1 | 0 | 2 | 148 | 148 | 0   |
| 4    | GER Alemanha       | 0 | 3 | 0 | 0 | 3 | 138 | 166 | –28 |

## Fase de consolação
|  | Disputa pelo 5º–7º lugar | Disputa pelo 5º–7º lugar |               |    | 5° Lugar | 5° Lugar |
|  |                          |                          |               |    |          |          |
|  | 1 de setembro            |                          |               |    |          |          |
|  |                          |                          |               |    |          |          |
|  | FRA França               | 54                       |               |    |          |          |
|  | FRA França               | 54                       | 2 de setembro |    |          |          |
|  | GER Alemanha             | 48                       |               |    |          |          |
|  | GER Alemanha             | 48                       | FRA França    | 53 |          |          |
|  | 1 de setembro            |                          | FRA França    | 53 |          |          |
|  |                          | CAN Canadá               | 50            |    |          |          |
|  | CAN Canadá               | CAN Canadá               | 50            | 56 |          |          |
|  | CAN Canadá               |                          |               | 56 |          |          |
|  | DEN Dinamarca            | 46                       |               |    |          |          |
|  | DEN Dinamarca            | 46                       | 7º lugar      |    |          |          |
|  |                          |                          |               |    |          |          |
|  | 2 de setembro            |                          |               |    |          |          |
|  |                          |                          |               |    |          |          |
|  | DEN Dinamarca            | 56                       |               |    |          |          |
|  | DEN Dinamarca            | 56                       |               |    |          |          |
|  | GER Alemanha             | 49                       |               |    |          |          |

## Fase final
|  | Semifinais         | Semifinais         |    |               | Final            | Final |  |
|  |                    |                    |    |               |                  |       |  |
|  | 1 de setembro      |                    |    |               |                  |       |  |
|  | JPN Japão          | 52                 |    |               |                  |       |  |
|  | AUS Austrália      | 51                 |    |               |                  |       |  |
|  |                    |                    |    |               |                  |       |  |
|  |                    |                    |    |               | 2 de setembro    |       |  |
|  |                    |                    |    |               | JPN Japão        | 48    |  |
|  |                    | USA Estados Unidos | 41 |               |                  |       |  |
|  |                    |                    |    |               |                  |       |  |
|  |                    |                    |    |               |                  |       |  |
|  |                    |                    |    |               | Terceiro lugar   |       |  |
|  | 1 de setembro      | 1 de setembro      |    | 2 de setembro | 2 de setembro    |       |  |
|  | GBR Grã-Bretanha   | 43                 |    | AUS Austrália | 50               |       |  |
|  | USA Estados Unidos | 50                 |    |               | GBR Grã-Bretanha | 48    |  |

## Medalhistas
| Evento | Ouro | Prata | Bronze |
| ------ | --- | --- | --- |
| Misto  | Daisuke Ikezaki Ryuji Kusaba Yukinobu Ike Hitoshi Ogawa Hidefumi Wakayama Yuki Hasegawa Kae Kurahashi Masayuki Haga Shinichi Shimakawa Shunya Nakamachi Seiya Norimatsu Katsuya Hashimoto JPN Japão | Sarah Adam Chuck Aoki Clayton Brackett Jeff Butler Lee Fredette Brad Hudspeth Chuck Melton Eric Newby Josh O'Neill Zion Redington Mason Symons Josh Wheeler USA Estados Unidos | Ryley Batt Chris Bond Ben Fawcett Brayden Foxley-Connolly Andrew Edmondson Shae Graham Jake Howe Josh Nicholson James McQuillan Emilie Miller Ella Sabljak Beau Vernon AUS Austrália |